# 옥계초등학교 (충남)
옥계초등학교는 대한민국 충청남도 보령시에 있는 공립 초등학교이다.

## 학교 연혁
- 1941년 7월 1일 청라옥계공립국민학교 개교
- 1992.	3.	1.	장현국민학교 통폐합
- 1996.	3.	1.	옥계초등학교로 명칭 변경
- 2011.	11.	13.	오삼전당 개관식

## 참고 자료
- 옥계초등학교 - 한국교육학술정보원 학교알리미